# Northern Counties East Football League
Northern Counties East Football League är en engelsk fotbollsliga bildad 1982 genom en sammanslagning av Yorkshire League och Midland League. Den har tre divisioner – Premier Division, Division One och en reservdivision som inte är med i ligasystemet. Toppdivisionen Premier Division ligger på nivå 9 i det engelska ligasystemet. Mästarklubben flyttas upp till Northern Premier League om de klarar de arenakrav som finns; om de inte gör det kan ligatvåan flyttas upp istället. De två lag som kommer sist i Premier Division åker ned i Division One och de två bästa i Division One flyttas upp till Premier Division.
Ligan har de senaste åren haft tre av de äldsta klubblagen i England som medlemmar. Sheffield grundad 1857 anses allmänt vara den äldsta i hela världen. Hallam har spelat på världens äldsta fotbollsplan Sandygate ända sedan klubben grundades 1860. Slutligen Brigg Town grundad 1864 som bland annat vunnit FA Vase två gånger och ligan en gång. De blev uppflyttade till Northern Premier League 2004/05.
Ligan fick stor uppmärksamhet i massmedia i början av säsongen 2004/05 när Garforth Town skrev ett månadslångt kontrakt med den före detta brasilianska landslagsspelaren Sócrates. Man skrev även kontrakt med Lee Sharpe, före detta engelsk landslagsman.

## Mästare Premier Division
| År      | Mästare               |
| ------- | --------------------- |
| 1982-83 | Shepshed Charterhouse |
| 1983-84 | Spalding United       |
| 1984-85 | Belper Town           |
| 1985-86 | Arnold                |
| 1986-87 | Alfreton Town         |
| 1987-88 | Emley                 |
| 1988-89 | Emley                 |
| 1989-90 | Bridlington Town      |
| 1990-91 | Guiseley              |
| 1991-92 | North Shields         |

| År        | Mästare                  |
| --------- | ------------------------ |
| 1992-93   | Spennymoor United        |
| 1993-94   | Stocksbridge Park Steels |
| 1994-95   | Lincoln United           |
| 1995-96   | Hatfield Main            |
| 1996-97   | Denaby United            |
| 1997-98   | Hucknall Town            |
| 1998-99   | Ossett Albion            |
| 1999-2000 | North Ferriby United     |
| 2000-01   | Brigg Town               |
| 2001-02   | Alfreton Town            |

| År      | Mästare           |
| ------- | ----------------- |
| 2002-03 | Bridlington Town  |
| 2003-04 | Ossett Albion     |
| 2004-05 | Goole             |
| 2005-06 | Buxton            |
| 2006-07 | Retford United    |
| 2007-08 | Winterton Rangers |
| 2008-09 | Mickleover Sports |
| 2009-10 | Bridlington Town  |
| 2010-11 | Farsley           |
| 2011-12 | Retford United    |

| År      | Mästare               |
| ------- | --------------------- |
| 2012-13 | Scarborough Athletic  |
| 2013-14 | Brighouse Town        |
| 2014-15 | Shaw Lane Aquaforce   |
| 2015-16 | Tadcaster Albion      |
| 2016-17 | Cleethorpes Town      |
| 2017-18 | Pontefract Collieries |
| 2018-19 |                       |

### Webbkällor
Den här artikeln är helt eller delvis baserad på material från engelskspråkiga Wikipedia, Northern Counties East Football League, 21 augusti 2015.